# 이경 (의학)

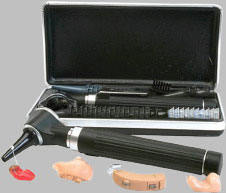
이경 (가운데 기구)

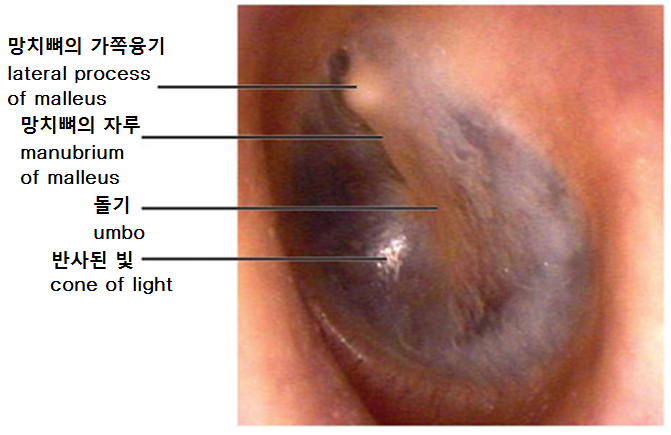
이경을 통해 바라본 고막

이경(耳鏡, otoscope) 또는 검이경은 귀 내부를 검진하는데 쓰이는 장치로써, 특히 외이도를 통해 고막과 외이를 관찰하는 반사경을 말한다. 귀를 뒤쪽, 위쪽으로 들여다보면 안을 볼 수 있기 때문에 이경을 이용해 외이도와 고막의 문제를 진단할 수 있다. 특히 소아과에서는 이경을 통해 귀를 관찰하는 것이 중요한데, 소아는 중이와 인두 사이를 이어주는 귀관이 짧아 귀에 쉽게 염증이 발생 할 수 있기 때문이다.

## 구조
이경은 손잡이와 머리 부분으로 이루어져 있다. 머리에는 광원과 귀를 확대해서 볼 수 있는 렌즈가 존재하며, 한쪽 끝이 뾰족하게 되어있는데 이 부분을 검경(檢鏡, speculum)이라 한다. 큰 병원에서 쓰는 대부분의 검경들은 벽에 붙어있는 커다란 모델이지만 휴대용으로 출시된 모델들도 존재한다.

## 사용법
이경을 이용해 귀를 관찰하기 위해서 우선 귓볼을 잡아당겨 외이도를 넓게 한 후 검경을 안쪽으로 집어넣게 된다. 이때 주의할 점은 검경의 무게때문에 외이도가 상할 수 있어 이를 잘 지지해주는 것이 중요하다. 검경의 반대부분에 렌즈가 있어 이를 통해 귀를 들여다 보는 것이 가능하다. 뒤쪽 렌즈부분을 제거하면 다양한 기구를 이쪽으로 집어넣어 간단한 시술, 예컨데 귀지 제거와 같은 것을 행할 수 있다.